# Law & Order: UK
Law & Order: UK ist eine britische Krimiserie. Head-Writer und Regisseur Chris Chibnall nutzte für die Folgen Drehbücher und Episoden von Law & Order. Des Weiteren ist Law & Order: UK die erste US-amerikanische Drama-Fernsehserie, die für das britische Fernsehen umgeschrieben wurde. Sie besteht aus acht Staffeln und 53 Episoden. Die Erstausstrahlung fand am 23. Februar 2009 bei ITV statt.

## Konzept
“In the criminal justice system, the people are represented by two separate yet equally important groups. The police who investigate crime, and the Crown Prosecutors who prosecute the offenders. These are their stories.”

Wie beim Original: Die Scene-Cards

Mit diesen Worten beginnt jede Folge dieser Serie. So wird diese Art der Einleitung auch hier verwendet, wie sie auch in Law & Order sowie in Law & Order: LA und Criminal Intent verwendet wird. Die Einleitung gehört zu einem festen Baustein im Law & Order-Franchise.

## Besetzung
| Rang               | Rollenname       | Schauspieler     | Hauptrolle (Staffeln) | Hauptrolle (Episoden) | Nebenrolle (Staffeln) | Nebenrolle (Episoden) | Deutsche Synchronstimme                                  |
| ------------------ | ---------------- | ---------------- | --------------------- | --------------------- | --------------------- | --------------------- | -------------------------------------------------------- |
| Polizei            |                  |                  |                       |                       |                       |                       |                                                          |
| Det. Sgt.          | Ronnie Brooks    | Bradley Walsh    | 01–8                  | 01–53                 |                       |                       | Wolfgang Müller                                          |
| Det. Sgt.          | Matt Devlin      | Jamie Bamber     | 01–5                  | 01–32                 |                       |                       | Philipp Moog                                             |
| Det. Insp.         | Natalie Chandler | Harriet Walter   | 01–6                  | 01–39                 | 8                     | 49                    | Bettina Redlich                                          |
| Det. Sgt.          | Sam Casey        | Paul Nicholls    | 06–7                  | 033–45                |                       |                       | Philipp Brammer (Staffel 6), Oliver Scheffel (Staffel 7) |
| Det. Chief Insp.   | Wes Layton       | Paterson Joseph  | 07–8                  | 040–52                |                       |                       | Oliver Mink                                              |
| Det.               | Joe Hawkins      | Ben Bailey Smith | 08                    | 046–53                |                       |                       | Paul Sedlmeir                                            |
| Det. Insp.         | Elizabeth Flynn  | Sharon Small     | 08                    | 053                   |                       |                       | Carin C. Tietze                                          |
| Staatsanwaltschaft |                  |                  |                       |                       |                       |                       |                                                          |
| CPS Senior         | James Steel      | Ben Daniels      | 01–4                  | 01–26                 |                       |                       | Marcus Off                                               |
| CPS Junior         | Alesha Phillips  | Freema Agyeman   | 01–6                  | 01–39                 |                       |                       | Solveig Duda                                             |
| CPS London         | George Castle    | Bill Paterson    | 01–4                  | 01–26                 |                       |                       | Reinhard Glemnitz                                        |
| CPS Senior         | Jacob Thorne     | Dominic Rowan    | 05–8                  | 027–53                |                       |                       | Alexander Brem                                           |
| CPS London         | Henry Sharpe     | Peter Davison    | 05–8                  | 027–53                |                       |                       | Thomas Rauscher                                          |
| CPS Junior         | Kate Barker      | Georgia Taylor   | 07–8                  | 040–53                |                       |                       | Maren Rainer                                             |

Anmerkungen:
1. ↑  Der Rang innerhalb des Polizeireviers bzw. der Staatsanwaltschaft, den die dargestellte Figur innehat.

Bedeutung der Abkürzungen:
| CPS Senior – | Crown Prosecutor Service Senior (Ausführender Staatsanwalt)       |
| CPS Junior – | Crown Prosecutor Service Junior (Assistierender Staatsanwalt)     |
| CPS London – | Crown Prosecutor Service (Oberster Staatsanwalt der Dienststelle) |

## Ausstrahlung

### Vereinigtes Königreich
Ursprünglich war geplant, die ersten dreizehn Folgen als Staffel 1 auszustrahlen. Aber man entschied, die ersten sieben Folgen als Series One vom 23. Februar bis zum 6. April 2009 auf ITV auszustrahlen. Die restlich sechs Folgen wurden vom 11. Januar 2010 bis zum 15. Februar 2010 als Series Two ausgestrahlt. Vom 9. September bis zum 21. Oktober 2010 wurde die 3. Staffel bzw. Series Three ausgestrahlt.
Am 20. Oktober 2010 verlängerte ITV die Serie für eine fünfte sowie sechste Staffel mit insgesamt 13 Folgen.
Die achte Staffel ist die letzte Staffel.

### Kanada
In Kanada liefen die ersten sieben Folgen vom 11. Juni bis zum 23. Juli 2009 auf Citytv. Da die restlichen sechs Folgen im Vereinigten Königreich erst 2010 ausgestrahlt wurden, liefen diese Folgen als Weltpremiere vom 30. Juli bis zum 3. September 2009 ebenfalls auf Citytv. In Kanada wurde die dritte Staffel vom 16. September bis zum 28. Oktober 2010 ausgestrahlt.
Die vierte Staffel feierte am 4. November 2010 auf Citytv Weltpremiere.

### Vereinigte Staaten
In den USA wird die Serie seit dem 3. Oktober 2010 auf BBC America ausgestrahlt.

### Deutschland
Im Pay-TV sendete der Sender FOX die ersten sieben Folgen vom 4. Februar bis zum 18. März 2010 aus. Die restlichen sechs Folgen wurden vom 25. März bis zum 2. Mai 2010 ausgestrahlt. Zwischen dem 5. Mai und dem 28. Juli 2011 strahlte der Pay-TV-Sender FOX die dritte und vierte Staffel aus.
Im Free-TV hat sich die RTL Group die Rechte an der Serie gesichert und entschieden, sie auf VOX auszustrahlen. Letztendlich wurden die Staffeln eins und zwei aus Lizenzgründen vom 17. Dezember bis zum 29. Dezember 2011 nur im Nachtprogramm auf VOX ausgestrahlt. Der zur Mediengruppe gehörende Free-TV-Sender RTL Nitro strahlte die siebte und achte Staffel vom 2. September bis zum 2. Dezember 2015 aus. Zuvor strahlte der Sender die ersten sechs Staffeln aus.
Die Ausstrahlungsrechte für die fünfte und sechste Staffel hat sich der Pay-TV-Sender 13th Street Universal gesichert, der die Staffeln seit dem 2. August 2012 ausstrahlt.